# Басовська Наталія Іванівна
Басовська Наталія Іванівна (21 травня 1941 , Москва  — 24 травня 2019 , Москва ) — радянський і російський історик-медієвіст, доктор історичних наук, професор.

## Біографія
Спеціаліст з історії середніх віків Західної Європи. Займається проблемами історії міжнародних відносин у Західній Європі XII—XV ст., політичної історії Англії та Франції, історії історичної науки. У РДГУ з 1971 року читає курс лекцій «Загальна історія. Середні віки. Захід», спецкурс «Леопард проти лілії…». На радіо Эхо Москвы спільно із О. Венедиктовим веде передачу «Всё так».
Нагороджена медаллю «В пам'ять 850-річчя Москви» (1997), має почесне звання «Заслужений професор Російського державного гуманітарного університету» (2006). Автор понад 150 робіт.

## Освіта та наукові ступені
Закінчила історичний факультет Московського державного університету (1963, з відзнакою), спеціалізувалася по кафедрі історії середніх віків. Навчалася у академіка Сергія Даниловича Сказкіна і професора Євгенії Гутнової, яка була її науковим керівником при підготовці дисертації. Кандидат історичних наук (1969, тема дисертації — «Англійська політика в Гасконі в кінці XIII — на початку XIV ст.»). Доктор історичних наук (1988, тема дисертації: «Англо-французькі протиріччя в міжнародних відносинах Західної Європи другої половини XII — середини XV ст.»). Професор (1989). Заслужений професор Російського державного гуманітарного університету (2006).

## Науково-педагогічна діяльність
З 1971 — викладач кафедри загальної історії Московського державного історико-архівного інституту (МДІАІ; потім Історико-архівного інституту Російського державного гуманітарного університету — ІАІ РДГУ). Спеціаліст з історії Середніх віків Західної Європи. Займається проблемами історії міжнародних відносин у Західній Європі XII—XV століть, політичної історії Англії та Франції, історії історичної науки. Читає курс лекцій «Загальна історія. Середні віки. Захід», спецкурс «Леопард проти лілії…». У 1970-ті роки організувала при кафедрі КІДІС (студентський гурток історії давнини і Середньовіччя), який організував «суди історії» — театралізовані обговорення доль відомих історичних персонажів. Про деякі «суди історії» в 1991—1993 зняті документальні фільми.
Завідувачка кафедри загальної історії Історико-архівного інституту РДГУ, директор навчально-наукового Центру візуальної антропології та егоісторії, співдиректор Російсько-американського центру біблеїстики та юдаїки. У 1988—2006 роках — проректор з навчальної роботи МДІАІ (потім РДГУ).
Разом з головним редактором радіостанції «Ехо Москви» Олексієм Венедиктовим вела історичну передачу «Не так» на цій радіостанції. З 2006 року також разом з Венедиктовим ведуча історичної передачі «Все так».

## Основні праці
- Экономические интересы английской короны в Гаскони в конце XIII — начале XIV вв. // Вестник МГУ. Серия История. 1968. № 2.
- Место городов-крепостей (бастид) в гасконской политике Англии конца XIII столетия // Вестник МГУ. Серия История. 1969. № 3.
- К вопросу об английской политике в Гаскони в конце XIII в. (По данным «Гасконских свитков») // Средние века. Вып. 33. М., 1971.
- Историография проблемы перехода от античности к средним векам в Западной Европе // Вопросы историографии в курсах всеобщей истории. Вып. 3. М., 1975.
- Проблемы Столетней войны в современной английской и французской историографии // Средние века. Вып. 45. М., 1982.
- Политическая борьба в Англии и Франции первой половины XV в. и Столетняя война // Идейно-политическая борьба в средневековом обществе. М., 1984.
- Столетняя война, 1337—1453 гг. М., 1985.
- Цель истории — история: сборник статей. М., 2002.
- Столетняя война: леопард против лилии. М., 2002.
- Французский средневековый город и рождения национального самосознания // Городской универсум: эволюция культуры и социальные метаморфозы. М.; Квебек, 2005.
- «Человек в зеркале истории. Эхо истории на Эхо Москвы», 2008